# Seznamy starověkých vladařů

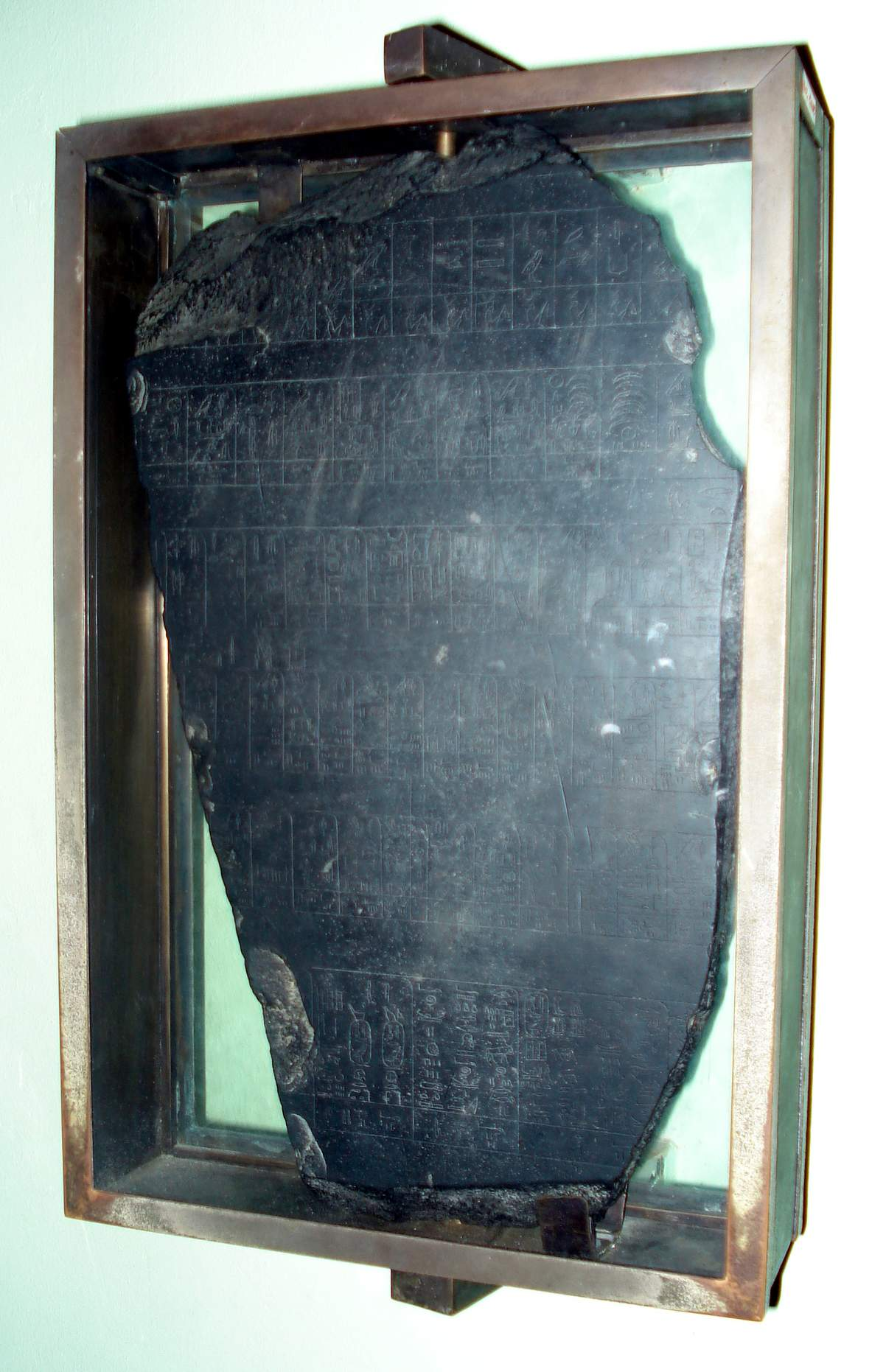
Palermská deska

Zde je seznam dokumentů, uvádějících v posloupnosti vladaře některých starověkých států:
- 1. kniha královská a Knihy kronik, součást Hebrejské bible / Starého zákona
- Abydoský královský seznam
- Akkadský královský seznam
- Asyrský královský seznam
- Babylonský královský seznam
- Catalogus Liberianus
- Karnacký královský seznam
- Manehtův seznam králů
- Palermská deska
- Ptolemaiův kánon
- Sakkárský královský seznam
- Sumerský královský seznam
- Seznam čínských císařů
- Seznam vládců Indie

## Další stránky
- James Ussher
- Heinrich Brugsch-Bey
- Flavius Iosephus
- William Flinders Petrie
- Gardner Wilkinson